# Daniel Ngom Kome
Daniel Armand Ngom Kome (*Bangou, Camerún, 19 de mayo de 1980) es un exfutbolista camerunés nacionalizado español. Jugaba de volante y su primer equipo en España fue el Atlético de Madrid B. En CD. Tenerife se le tiene especial aprecio; Kome consiguió el gol que les dio matemáticamente el ascenso a Primera División Española en la jornada 41.ª de la Liga Adelante 2008/2009 contra el Girona FC (aunque con un empate valía, pero los blanquiazules no quisieron tentar a la suerte) completando así una de sus mejores temporadas como futbolista. En su primer partido en la Primera División Española con el CD Tenerife (ante el Zaragoza) destacó y varios medios de prensa a nivel internacional dijeron que podía ser una de las revelaciones de la Liga Española, llegando en las primeras jornadas a ser el futbolista de primera división que mayor número de regates efectuaba por partido, por encima de Cristiano Ronaldo y Messi. 
Fue un fijo con la selección de Camerún y compartió delantera con varios nombres conocidos a nivel mundial como es Samuel Eto'o y Achille Emana entre otros. Sin embargo, el seleccionador decidió no convocarlo para la Copa Africana de Naciones 2010 celebrada en Angola. Luego de esto, y tras una mala racha de su club en Segunda División, con descenso incluido a Segunda División B, Kome decidió renunciar a cualquier convocatoria futura de los "leones indomables".

## Posición
Mediocampista ofensivo, en ocasiones defensivo; rara vez delantero extremo y media punta. Tiende a ser diestro, no obstante, se desenvuelve perfectamente como zurdo.

## Selección nacional
Ha sido internacional con la Selección de fútbol de Camerún, ha jugado 36 partidos internacionales y ha marcado 2 goles.

### Participaciones en Copas del Mundo
| Mundial                        | Sede                  | Resultado    | Partidos | Goles |
| ------------------------------ | --------------------- | ------------ | -------- | ----- |
| Copa Mundial de Fútbol de 2002 | Japón y Corea del Sur | Primera fase | 2        | 0     |

### Participaciones en Copas de África
| Mundial                        | Sede   | Resultado        | Partidos | Goles |
| ------------------------------ | ------ | ---------------- | -------- | ----- |
| Copa Africana de Naciones 2002 | Mali   | Campeón          | 4        | 0     |
| Copa Africana de Naciones 2004 | Túnez  | Cuartos de final | 1        | 0     |
| Copa Africana de Naciones 2006 | Egipto | Cuartos de final | 3        | 0     |

### Participaciones en Copas de Confederaciones
| Mundial                        | Sede                  | Resultado    | Partidos | Goles |
| ------------------------------ | --------------------- | ------------ | -------- | ----- |
| Copa FIFA Confederaciones 2001 | Japón y Corea del Sur | Primera fase | 0        | 0     |

## Clubes
Actualizado al último partido jugado el 12 de marzo de 2011.
| Club                   | País          | Año           | PJ  | G  |
| ---------------------- | ------------- | ------------- | --- | -- |
| Levante U. D.          | España        | 2000-2001     | 7   | 1  |
| C. D. Numancia         | España        | 2001-2004     | 20  | 1  |
| Getafe C. F.           | España        | 2004-2005     | 21  | 2  |
| C. F. Ciudad de Murcia | España        | 2005-2006     | 32  | 3  |
| Real Mallorca          | España        | 2006-2007     | 7   | 0  |
| Real Valladolid C. F.  | España        | 2007-2008     | 20  | 1  |
| C. D. Tenerife         | España        | 2008- 2011    | 91  | 6  |
| Total carrera          | Total carrera | Total carrera | 198 | 14 |

## Palmarés

### Campeonatos internacionales
| Título                          | Club                                           | País      | Año  |
| ------------------------------- | ---------------------------------------------- | --------- | ---- |
| Oro Olímpico                    | Selección de fútbol sub-23 de Camerún (sub-23) | Australia | 2000 |
|                                 |                                                |           |      |
| Campeonato Africano de Naciones | Selección de fútbol de Camerún                 | Mali      | 2002 |

- Datos: Q720391